# Вархола
Вархола - українське прізвище. Вархола  означає  діал. колотнеча, спір, суперечка 
Відомі люди з цим прізвищем :
- Джеймс Вархола (1955 р. н.), племінник Енді Ворхола, американський художник
- Джон Вархола (1925-2010), брат Енді Ворхола і засновник музею
- Юлія Вархола (1892-1972), мати Енді Ворхола